# Fekete pipra
A fekete pipra (Xenopipo atronitens) a madarak osztályának verébalakúak (Passeriformes) rendjébe és a piprafélék (Pipridae) családjába tartozó faj.

## Rendszerezése
A fajt Jean Cabanis német ornitológus írta le 1847-ben.

## Előfordulása
Dél-Amerika északi részén, Bolívia, Brazília, Kolumbia, Francia Guyana, Guyana, Peru, Suriname és Venezuela területén honos. A természetes élőhelye szubtrópusi és trópusi síkvidéki esőerdők, száraz erdők, mocsári erdők, valamint szavannák és bokrosok. Állandó, nem vonuló faj.

## Megjelenése
Testhossza 13 centiméter, testtömege 12,5-18 gramm A hím tollazata fekete, a tojóé zöld.

## Életmódja
Gyümölcsökkel és rovarokkal táplálkozik.

## Külső hivatkozások
- Képek az interneten a fajról
- Internet Bird Collection - videók a fajról
- Xeno-canto.org